# Röd dvärgfasan
Röd dvärgfasan (Galloperdix spadicea) är en huvudsakligen indisk fågel i familjen fasanfåglar inom ordningen hönsfåglar. Fågeln är i princip endemisk för Indien, men påträffas även i västra Nepal. IUCN listar den som livskraftig.

## Utseende
Röd dvärgfasan är en 33,5–38 cm lång hönsfågel med relativt utsträckt kropp och lång, mörk stjärt. Båda könen har röd bar hud i ansiktet och röda sporrförsedda ben. Hanen är brungrå på huvud och hals medan kroppen är rostbrun. Honan är svartfläckad ovan och bandad under. Hanfåglar i Kerala (underarten stewarti, se nedan) är helt djupt kastanjebruna.

## Läte
Röda dvärgfasanens läte är ett kacklande "kuk kuk kuk kuk karack" och ett upprepat galande "ker kweck".

## Utbredning och systematik
Röd dvärgfasan delas in i tre underarter med följande utbredning:
- Galloperdix spadicea caurina – förekommer i västra Indien (Aravallibergen i södra Rajasthan)
- Galloperdix spadicea spadicea – förekommer från norra Indien (Uttar Pradesh) och terai i västra Nepal till södra Indien
- Galloperdix spadicea stewarti – förekommer i södra Indien (Keralas kust)

## Levnadssätt
Röd dvärgfasan hittas i täta buskområden, ofta på steniga sluttningar, men även i plantage och ungskog. Fågeln är mycket skygg och springer snabbt undan om den störs. Den lever av frukt, frön och ryggradslösa djur som den hittar på marken, tidiga morgnar och kvällar gärna i gläntor eller på stigar. Fågeln också på marken, men tar nattkvist i ett träd.

## Status och hot
Arten har ett stort utbredningsområde och en stor population med stabil utveckling som inte tros vara utsatt för något substantiellt hot. Utifrån dessa kriterier kategoriserar internationella naturvårdsunionen IUCN arten som livskraftig (LC). Världspopulationen har inte uppskattats men den beskrivs som vida spridd och lokalt vanlig.

## Namn
Fågelns vetenskapliga artnamn spadiceus är latin för "kastanjebrun" eller "dadelfärgad".